# L'Arbre miraculeux
L'Arbre miraculeux est le sixième épisode de la vingt-quatrième saison et le 514e épisode de la série Simpson. Il est diffusé en première sur la chaîne américaine Fox le 25 novembre 2012.

## Synopsis
Homer gagne un MyPad dans la tombola de l'école. Il devient un utilisateur passionné de l'appareil, allant jusqu'à s'imaginer que son concepteur, Steve Mobs, communique avec lui depuis le paradis à travers la tablette. Cependant, il casse son appareil par mégarde. Pendant ce temps, Ned Flanders fait la découverte d'une inscription miraculeuse sur un arbre du jardin des Simpson.